# Concessionari Pirelli
El concessionari Pirelli és una obra del municipi de Cornellà de Llobregat (Baix Llobregat) inclosa en l'Inventari del Patrimoni Arquitectònic de Catalunya.

## Descripció
La casa de planta i pis amb terrat pla de rajola. Feta essencialment amb maó, presenta una façana del mateix material combinat amb elements de pedra artificial. L'estil és netament noucentista dins una línia d'inspiració classicista, com es pot veure en els elements decoratius de la façana: frontó, pilons, mitjos capitells dòrics, mènsules, ulls de bou, etc. És interessant el contrast entre les línies rectes que componen la façana de la planta baixa amb les línies corbes de la part superior (finestral i frontó), donant així una gran mobilitat a les superfícies. La grandària del finestral superior entronca amb una voluntat "higienista" molt típica de principis de segle i del moviment noucentista.